# W odwecie za śmierć
W odwecie za śmierć (ang. Born to Raise Hell) – amerykański thriller z 2010 roku w reżyserii Lauro Chartranda i wyprodukowany przez Paramount Home Entertainment.

## Opis fabuły
Stany Zjednoczone wypowiadają wojnę kartelom narkotykowym z całego świata. Grupą w Bukareszcie dowodzi Bobby Samuels (Steven Seagal). Rozpoczyna on poszukiwania Costela (Darren Shahlavi), szefa popularnego klubu, od niedawna współpracującego z potężnym bossem narkotykowym.

## Obsada
- Steven Seagal jako Robert "Bobby" Samuels
- Dan Badarau jako Dimitri
- Darren Shahlavi jako Costel
- D. Neil Mark jako Steve
- George Remes jako Ronnie
- Claudiu Bleont jako Sorin
- Cosmina Pasarin jako Nina
- Norman Veeratum jako Suthep
- Elidh MacQueen jako Sara Winthorpe

i inni